# Lysestøbning på Klæsøgården
|  | Denne artikel er oprettet af botten Steenthbot ud fra en ekstern database. Den kan derfor have sproglige fejl eller mangler. Denne skabelon kan fjernes efter kontrol af indholdet. |

Lysestøbning på Klæsøgården er en dansk dokumentarisk optagelse fra 1933.

## Handling
Klæsøgård, Lindelse sogn, Langeland, august 1933.